# Береза Борислав Юхимович
Борисла́в Юхи́мович Береза (нар. 13 червня 1974, Київ) — український політик, громадський діяч, фігурант антикорупційних розслідувань, колишній народний депутат України VIII скликання, з кінця лютого по кінець грудня 2014 року — речник «Правого сектора». 

## Життєпис
Народився 13 червня 1974 року у м. Києві. Має диплом Київського національного торговельно-економічного університету. Громадянин України, а згідно з даними журналістських розслідувань, також має громадянство Ізраїлю. З 1991 по 1993 рік мешкав в Ізраїлі, з 1993 по 2014 рік — в Україні, з 2005 року є громадянином України.
Єврей по батьку і юдей за віросповіданням, багато років поспіль хоча б раз на рік їздить в Ізраїль. У 1991 році виїхав проживати, як репатріант до Ізраїлю.
У 1993 році повернувся в Україну. У Києві в 1996 році заснував фірму «Се́фер», яка займалася книготоргівлею та книговиданням, створив невелику літературну агенцію. Береза формував приватні книжкові колекції для заможних замовників.
Був теле- та радіоведучим: проєкт «Книга UA» на Першому національному телеканалі, там же програма «Мандри», на «Просто Раді.О» — вечірнє шоу «Повний абзац з Бориславом Березою».
За повідомленням інформаційного агентства УНІАН, 25 березня 2024 року Береза залишив територію України, пішки перетнувши кордон з Україною через молдовську ділянку кордону в пункті Старокозаче, і більше півроку не з’являється в Україні. Загалом за останні 2,5 роки він перетинав державний кордон України 21 раз.

## Політична діяльність

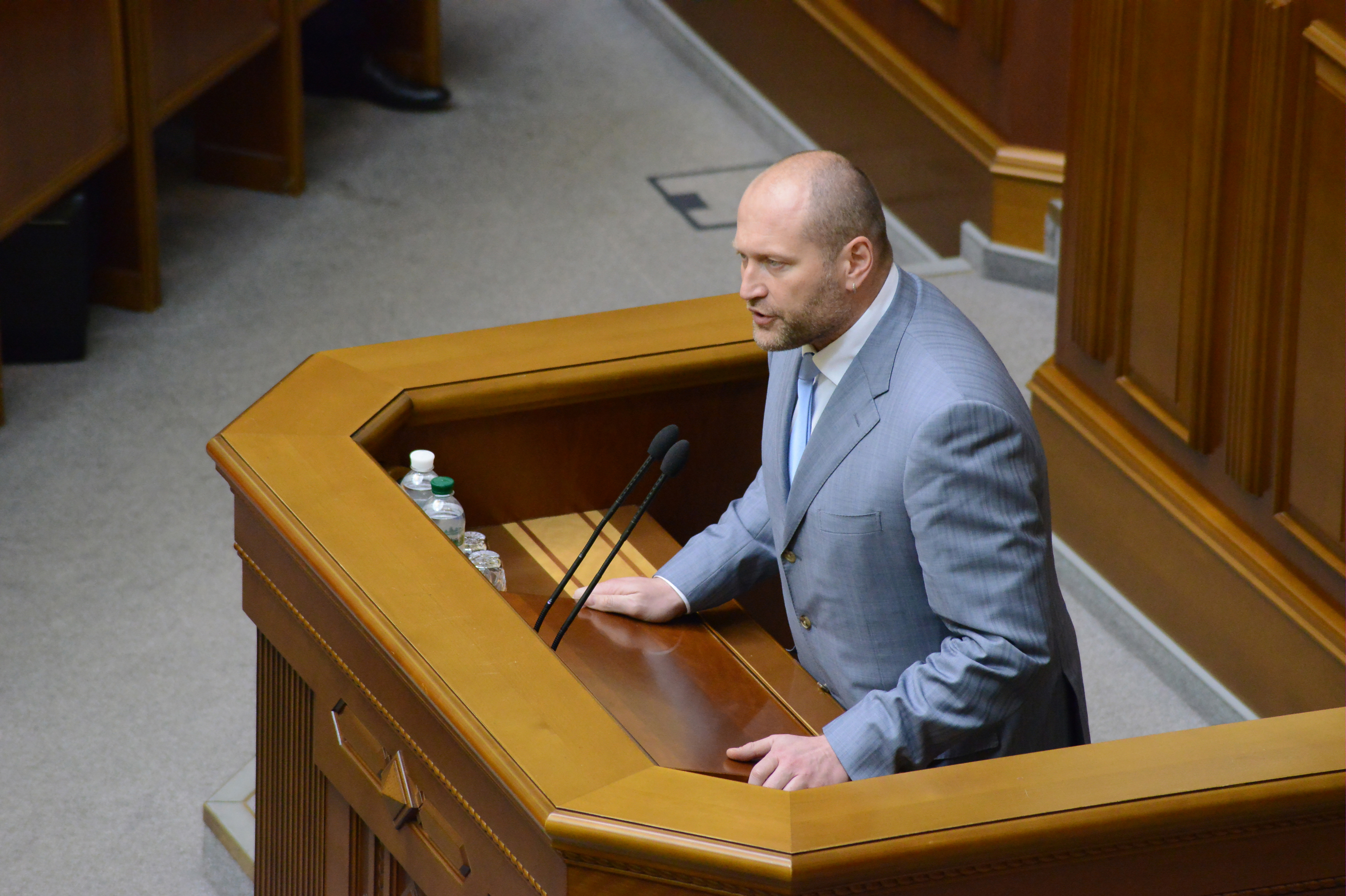
Верховна рада України 2015 рік

### Регіональна, у Києві
Прискоренням політичної кар'єри послужила боротьба з «наливайками» на Троєщині (місці проживання Борислава) напередодні виборів у жовтні 2014 до Верховної Ради України, а також медійна впізнаваність як людини, пов'язаної з «Правим сектором».
У 2015 році — кандидат у Міські голови Києва.
30 жовтня 2015 року стало відомо, що пройшов у другий тур у кандидати Міського голови Києва. За Борислава Березу було віддано 8,84 % (77 029) голосів. Його суперником є Віталій Кличко, який набрав 40,57 % (353 312) голосів. У другому турі Береза набрав 32,30 % (197 844 голосів).

### У Верховній Раді
На позачергових виборах до Верховної Ради України у 2014 році балотувався як самовисуванець по 213-му одномандатному виборчому округу (місто Київ, Деснянський район) та посів 1-ше місце з результатом 29,44 %. Позафракційний.
4 грудня 2014 року був обраний заступником голови Комітету з питань запобігання та протидії корупції.

2 грудня 2014 року Дмитро Ярош, Борислав Береза, Борис Філатов і Володимир Парасюк створили у ВРУ депутатське об'єднання «Укроп». Борислав Береза розповідав:
Створюється парламентська опозиція — так і називається «Укроп», українська опозиція. У цю групу можуть увійти й ті представники коаліції, яким не подобається нинішній стан справ».
Борислав Береза був серед депутатів, що не брали участь у прийнятті Закону про особливий порядок самоврядування в окремих районах Донбасу, і проголосував проти змін до Конституції, що передбачають цей особливий порядок.
У жовтні 2015 року Борислав Береза відмовився від підтримки майже однойменної партії «УКРОП».
2018 року керував тимчасовою слідчою комісією ВРУ, що розслідувала відомості щодо нападів на Катерину Гандзюк та інших громадських активістів.
У липні 2019 року Береза, як голова міжпарламентського комітету ВР між Україною та Естонією, отримав від президента Естонії Керсті Кальюлайд Орден Хреста Землі Марії 4-го ступеня — за покращення співпраці між Україною та Естонією.

## Скандали
У квітні 2015 року українські ЗМІ повідомляли про скандал між Березою і депутатом від Радикальної партії Ігорем Мосійчуком.
У жовтні 2015 року був звинувачений у підробці диплома про вищу освіту (раніше Береза повідомляв що має червоний диплом КНЕУ). Проте на сайті Київського національного торговельно-економічного університету вказано, що Борислав Юхимович Береза здобув ступінь магістра КНТЕУ, захистивши кваліфікаційну роботу на тему: «Конкурентна політика в умовах глобалізації».
9 травня 2017 року влаштував скандал зі співробітником поліції в ході проросійської акції «Безсмертний полк» в Києві (Береза був серед тих, хто намагався не допустити її проведення).
1 листопада 2018 року Березу було включено до списку українських фізичних осіб, проти яких російським урядом введено санкції.
Раніше ЗМІ звинувачували Березу в фальсифікації даних для ЦВК під час виборів, у незаконному збагаченню та відмиванні доходів. Також він приховував, що має громадянство Ізраїлю, та розказував, що нібито виграв 3 млн грн у лотерею.
Будучи нардепом, Береза не декларував суттєвих доходів, однак його родина володіє майном на мільйони доларів. Так, на дружину Берези оформлена (за ціною в 10 разів менше ринкової) 5-кімнатна квартира в новобудові ЖК «Park Avenue VIP» (майже 300 кв м), складські приміщення і 2 паркомісця. Сам він володіє будинком на Київщині і половиною квартири в столиці.

### Під час повномасштабного вторгнення Росії в Україну
На початку вторгнення, за словами Борислава Берези, він підписав контракт з ТрО, який чомусь не акцептували. Береза стверджує, що отримав зброю і разом зі своїм підрозділом 21-го березня заходив в Ірпінь.

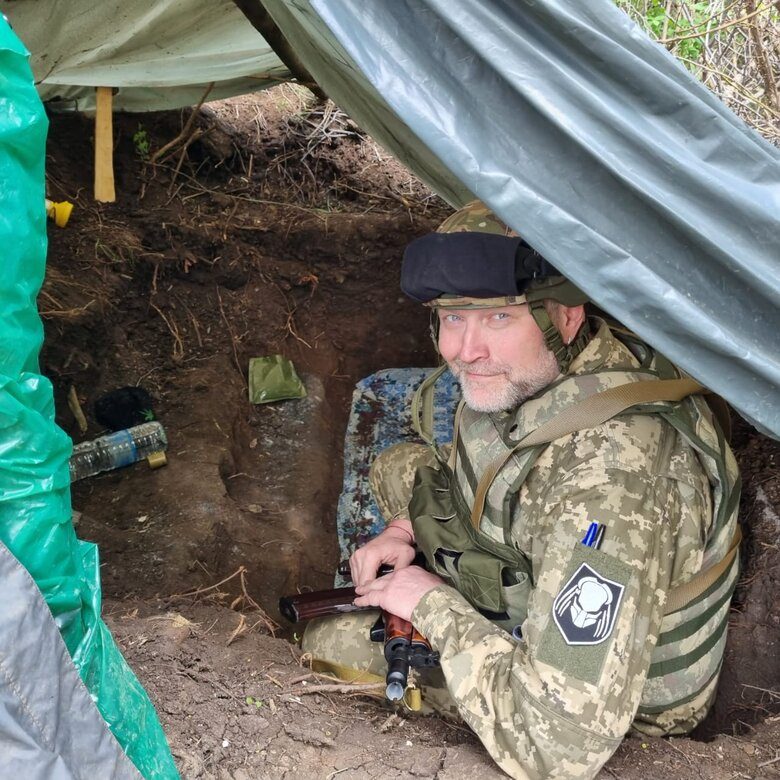
Борислав Береза на бойовому чергуванні, 2022-й рік

6 квітня 2022 року під час перебування на Сколівщині Львівської області працівники місцевого ТЦК намагалися вручили повістку, щоб взяти його на облік як внутрішньо переміщену особу. Друга спроба вручення повістки відбулася у приміщення жіночого монастиря УГКЦ у Трускавці. Проте в обох випадках Береза телефонував до свого адвоката та викликав поліцію. Згодом у присутності понятих він повістку отримав, але до ТЦК не прийшов.
У серпні 2024 року до Нацполіції України надійшли документи на розшук колишнього народного депутата Борислава Берези через його ухилення від служби. Повідомляється, що у березні 2024 року він виїхав з України, пішки перетнувши кордон з Молдовою. «ЗіБ» провів власне розслідування й наполягає, що Береза пішов з України пішки 25 березня 2024 року у пункті пропуску Старокозаче, відтоді в Україну він більше не повертався.
Також, за оцінкою правоохоронних органів Борислав Береза проводить гібридну інформаційну політику в інтересах РФ. Тож наразі він перевіряється на наявність фактів державної зради.

## Сім'я
Батько — Юхим Абрамович Бляхер (7 березня 1950), мати — Емілія Григорівна Береза (25 жовтня 1952 року).
Дружина — Наталя Миколаївна Береза, до шлюбу Чорнодід (17 липня 1975 року), домогосподарка. 
Виховують двох синів і дочку..